# Storyville (album)
Pour les articles homonymes, voir Storyville.
Albums de Robbie Robertson
Robbie Robertson
(1987) Music for the Native Americans
(1994)
Storyville est le deuxième album solo de l'auteur-compositeur-interprète et guitariste canadien de rock Robbie Robertson, il est sorti en 1991.

## Titres
Les compositions sont de Robbie Robertson, sauf indication contraire.
1. Night Parade – 5:05
2. Hold Back the Dawn – 5:25
3. Go Back to Your Woods (Robertson, Bruce Hornsby) – 4:48 produit par Robertson et Gersh
4. Soap Box Preacher – 5:17
5. Day of Reckoning (Burnin' for You) (Robertson, David Ricketts) – 6:43
6. What About Now (Robertson, Ivan Neville) – 5:08
7. Shake This Town – 5:21
8. Breakin the Rules – 5:48
9. Resurrection – 5:18
10. Sign of the Rainbow (Robertson, Martin Page) – 5:24 produit par Robertson, Hague et Page

## Musiciens
- Robbie Robertson – chant, guitare acoustique sur 4 6, guitare électrique, orgue sur 4
- Jerry Marotta – batterie sur 1 4 6 10, percussions sur 10
- Guy Pratt – basse sur 1 2 6 9
- Bill Dillon – guitare sur 1 2 4 5 7 9, mandoline sur 4
- Alex Acuña – percussions sur 1 2 5 6 9
- Paul Moore – claviers sur 2 5 8 10, programmation batterie sur 8

Autres musiciens
- Ronnie Foster – orgue sur 1
- Code Blue – chant sur 1 3 7
- Wardell Quezergue – arrangement cuivres sur 1 3 4 8 9
- Billy Ward – batterie sur 2
- Stephen Hague – claviers sur 2 7, 4, programmation sur 7
- Rick Danko – chant sur 2
- Russell Batiste, Jr. – batterie sur 3
- George Porter, Jr. – basse sur 3, chant sur 3
- Leo Nocentelli – guitare sur 3
- Art Neville – orgue et chant sur 3
- Bruce Hornsby – claviers et chant sur 3
- Cyril Neville – percussions sur 3
- Big Chief Bo Dollis des Wild Magnolias of Mardi Gras Indians – chant sur 3
- Big Chief Monk Boudreaux des Golden Eagles of Mardi Gras Indians – chant sur 3
- Ronald Jones – batterie sur 4 8
- Garth Hudson – claviers sur 4 7 9
- Neil Young – chant sur 4
- John Robinson – batterie sur 5 7
- David Ricketts – basse sur 5, guitare sur 5, programmation sur 5, claviers sur 5
- Jared Levine – hi-hat sur 5
- Yvonne Williams, Carmen Twillie, Clydene Jackson et Roy Galloway – chant sur 5
- Mark Isham – arrangement cuivres sur 5
- Ivan Neville – claviers et chant sur 6
- Leon "Ndugu" Chancler – caisse claire sur 6
- Aaron Neville – chant sur 6 10
- Mark Leonard – basse sur 7
- Charlie Pollard – claviers sur 7
- Rebirth Brass Band – cuivres et percussions sur 7
- Ginger Baker - caisse claire sur 7
- Zion Harmonizers - chant sur 7 9 10
- David Baerwald, Mike Mills – chant sur 7
- Robert Bell - basse sur 8 10, programmation batterie sur 8
- Paul Buchanan - guitare et chant sur 8
- Ziggy Modeliste – batterie sur 9
- Martin Page – claviers, piano, chant sur 10